# 顾忠泽
顾忠泽（1968年6月—），东南大学教授、生物科学与医学工程学院院长，研究方向为光子晶体、生物电子器件等。中国教育部第五批“长江学者”特聘教授，发表论文数百篇，获得数十项专利。  

## 生平
- 1989年和1992年先后获得东南大学生物医学工程系学士、医学工程系硕士学位；1998年获得东京大学应用化学系博士学位。
- 2002年起任东南大学生物科学与医学工程系教授，后在同校担任生物电子学国家重点实验室主任、生物科学与医学工程学院院长等职。[1]

## 学术兼职
- 曾任中国国务院学位委员会第七届学科评议组（生物医学工程组）成员、中国生物医学工程学会第九届理事会理事、医工整合联盟副理事长等。[2]

## 荣誉
2020年被选为美国医学与生物工程院院士。